# Міст делле-Гульє
Міст делле-Гульє (італ. Ponte delle Guglie) — один з двох у Венеції, щоб перетинає канал Канареджо. Знаходиться біля західного кінця каналу.
Спочатку мав дерев'яну структуру, але в 1580 році був замінений на каміння і цеглу. Обеліски, що розташовані в кожному з кінців мосту, різні балюстради, що знаходяться обабіч алеї, та ґорґул'ї прикрашають його арку.